# دیس ویل دستروی یو
دیس ویل دستروی یو (به انگلیسی: This Will Destroy You) یک گروه پست راک آمریکایی اهل تگزاس است که در سال ۲۰۰۴ تشکیل شده‌است.

## اعضا
- جرمی گالیندو
- کریس رویال کینگ
- دونوان جونز
- الکس بور
- اکسیشن (Excision)

## ترانه شناسی

### آلبوم‌ها
- This Will Destroy You 2008
- Tunnel Blanket 2011
- Another Language 2014